# Marcella Sembrich

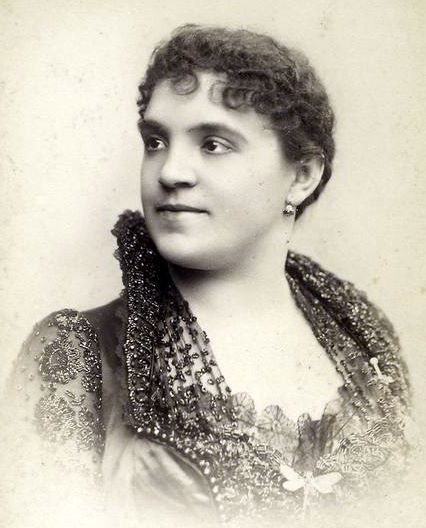
Marcella Sembrich

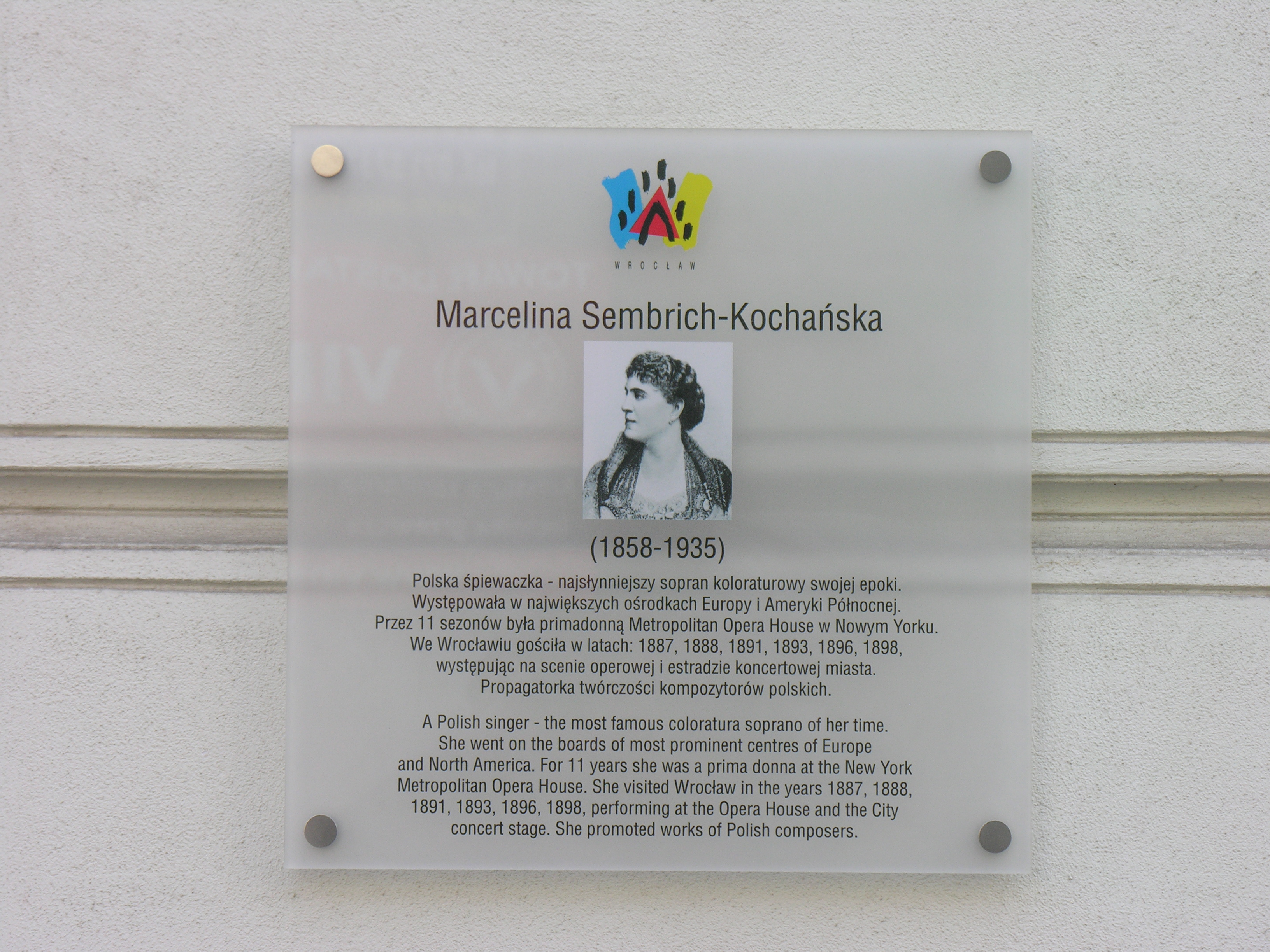
Gedenktafel für Marcelina Sembrich-Kochańska in Breslau

Marcelina Sembrich-Kochańska, auch bekannt als Marcella Sembrich (* 15. Februar 1858 in Wisniesczyk; † 11. Januar 1935 in New York; eigentlich Prakseda Marcelina Kochánska), war eine polnische Sängerin und Pianistin.
Sembrich galt als eine der besten Koloratursopranistinnen ihrer Zeit. Sie hatte weltweit Engagements an Opern- und Konzerthäusern und feierte triumphale Erfolge.

## Leben
Marcella Sembrich erhielt zunächst von ihrem Vater mit vier Jahren Klavier-, mit sechs Jahren Geigenunterricht. Ihre überragende, vielseitige musikalische Begabung wurde jedoch bald erkannt und gefördert. Mit elf Jahren kam sie auf das Konservatorium in Lwow, wo sie vier Jahre Klavier bei Wilhelm Stengel, ihrem späteren Ehemann und Manager, außerdem Geige und Harmonielehre studierte. Mit 16 Jahren ging sie nach Wien zum Klavierstudium bei Julius Epstein.
1876 gab sie jedoch diese Instrumente auf und konzentrierte sich ganz auf die Ausbildung ihrer Singstimme. Sie studierte in Mailand bei Giovanni Battista Lamperti und dessen Vater Francesco Lamperti und debütierte 1877 in Athen als Elvira in I puritani. Nachdem sie in Athen zahlreiche weitere Rollen übernommen hatte, wechselte sie an die Wiener Oper, musste ihre Karriere jedoch wegen der Geburt ihres ersten Sohnes, Wilhelm Marcel Stengel, unterbrechen. In Wien studierte sie bei Richard Levy.
Von 1878 bis 1880 wirkte sie an der Dresdner Oper. Es folgten weltweit zahlreiche Konzerte und Gastspiele, bei denen sie Triumphe feierte, z. B. als Lucia in Lucia di Lammermoor in London, in Sankt Petersburg (1880–82), Moskau (1881/1882) oder am Teatro Real Madrid (1882).
1883 wechselte sie nach New York an die soeben neu eröffnete Metropolitan Opera, zu deren Ensemble sie bis zu ihrem Rückzug von der Bühne gehörte und in der sie insgesamt 25 Partien in 253 Vorstellungen sang, dazu 185 Vorstellungen auf der alljährlichen USA-Tournee des Ensembles. Gastspiele etwa in Sankt Petersburg fallen in diese Zeit. Sie sang am Teatro Nacional de São Carlos in Lissabon (1885), am Théâtre de la Monnaie in Brüssel (1887), trat an der Staatsoper in Budapest (1887) und in Monte Carlo (1893–94) auf. 1884 hatte sie in Paris sensationelle Erfolge im Konzertsaal, 1897 bei einer USA-Tournee. Man huldigte ihr in Mailand, in Berlin und Wien, in Stockholm und Brüssel. Johann Strauss (Sohn) schrieb für sie eine Neufassung seines Frühlingsstimmen-Walzers für Koloratur-Sopran. Ende der 1880er Jahre war sie für ein Jahr an der Oper von Frankfurt a. M. zu Gast, wo sie überaus beliebt war.
Nach dem Ende ihrer Bühnentätigkeit lehrte Marcella Sembrich seit 1924 am Curtis Institute of Music in Philadelphia und an der New Yorker Juilliard School. Zu ihren vielen Schülern zählten u. a. Dusolina Giannini, Alma Gluck, Hulda Lashanska und Queena Mario.

## Zeitgenössische Rezeption
„Wie der Frühling das Eis des Winters bricht, und die Herzen zu seliger Freude stimmt, so ist der Gesang dieser gottbegnadeten Frau heutzutage ohne Beispiel: frühlingshaft, beseligend, von der reinsten Anmut getragen; die S. forziert die Stimme nie. Es ist ein Wohllaut darin, daß man es niemand verdenken kann, wenn er ins Schwärmen gerät. Jetzt steht die kleine Frau diamantenüberstrahlt vor uns „sie hat ein Vermögen am Halse“. Aber ziehe man allen Glanz ab, beurteile man nur die Stimme: einen himmlischeren Wohllaut giebt es nicht. Unsere Zeit ist nicht arm an Großen. Aber sie ist arm an einfacher, sinnfälliger Schönheit. Die S. singt Sonnenstrahlen.“

## Nachwirkungen
Das Marcella Sembrich Opera Museum in Bolton Landing in New York beherbergt zahlreiche Erinnerungsstücke an die große Sängerin.
In Theodor Fontanes Erzählung Mathilde Möhring, die Ende des 19. Jahrhunderts spielt, gehört sie zum Gesprächsstoff der Hauptpersonen.
Die Kosciuszko-Stiftung in New York richtet die Marcella Sembrich Voice Competition aus, deren erster Preis mit 8000 US-$ dotiert ist.